# Ricardo Gallardo Juárez
Ricardo Gallardo Juárez (San Luis Potosí, San Luis Potosí, 6 de octubre de 1955) es un empresario y político mexicano, miembro del Partido de la Revolución Democrática (PRD). Fue presidente municipal de la ciudad de San Luis Potosí del año 2015 al 2018.

## Presidente Municipal de Soledad de Graciano Sánchez
También fue presidente municipal de Soledad de Graciano Sánchez entre el año 2009 al 2012. Es padre del también político Ricardo Gallardo Cardona "El Pollo", que fue su sucesor en la presidencia municipal de Soledad de Graciano Sánchez en el año 2012 y que fue detenido por delitos federales en el 2015. Pero siendo liberado 11 meses después tras no poder comprobar los delitos por los que se le acusaba.

## Biografía
Nació en San Luis Potosí, San Luis Potosí, el 6 de octubre de 1955. Su comienzo en los pollos fue robandolos, para después empezar su crianza y venderlos. Inició sus estudios universitarios en la Licenciatura en Derecho de la Universidad Autónoma de San Luis Potosí (UASLP). En el ámbito laboral, se desempeña como empresario de la empresa Gallardo Continental, S.A. de C.V, de la cual es dueño. 
Fue presidente municipal del municipio de Soledad de Graciano Sánchez entre el año 2009-2012, su sucesor fue su hijo Ricardo Gallardo Cardona.

## Movimiento Gallardista
Ricardo Gallardo Juárez fue iniciador de un proyecto político que nació en Soledad de Graciano Sánchez, San Luis Potosí.

## Cambio político en San Luis Potosí
Luego de su mandato como alcalde de Soledad de Graciano Sánchez, Ricardo Gallardo Juárez logró el triunfo en las elecciones del 2015 en el ayuntamiento de San Luis Potosí.
La administración de Ricardo Gallardo Juárez ha tenido varios escándalos de corrupción que a la fecha no han sido aclarados. El más notorio es el caso de la Farmacia Sandra, una farmacia con un área de construcción de menos de 30 metros cuadrados, que vendió 70,000,000 de pesos mexicanos en medicamentos a la administración de Ricardo Gallardo.